# Upernivik Ø
Upernivik Ø är en ö i Grönland (Kungariket Danmark).   Den ligger i kommunen Qaasuitsup, i den centrala delen av Grönland. Arean är 540 kvadratkilometer.
Terrängen på Upernivik Ø är bergig. Öns högsta punkt är 1 924 meter över havet. Den sträcker sig 25,6 kilometer i nord-sydlig riktning, och 30,1 kilometer i öst-västlig riktning.